# NGC 3281D
NGC 3281D је спирална галаксија у сазвежђу Шмрк (Пумпа) која се налази на NGC листи објеката дубоког неба.
Деклинација објекта је - 34° 24' 11" а ректасцензија 10h 34m 18,9s. Привидна величина (магнитуда) објекта NGC 3281 износи 14,0 а фотографска магнитуда 14,7. NGC 3281D је још познат и под ознакама ESO 375-68, MCG -6-23-55, PGC 31273.